# Tennyson (Wisconsin)
Tennyson è un villaggio degli Stati Uniti d'America, situato in Wisconsin, nella contea di Grant.